# Alles muss raus (Kurzfilm)
Alles muss raus ist ein französischer Kurzfilm von Jean-Marc Moutout aus dem Jahr 1996.

## Handlung
Bei der DTM-Zeitarbeit in Paris treffen sich jeden Tag Tagelöhner, um bei Leon Arbeit zu erhalten. Jean-Pierre ist an diesem kalten Wintertag zum ersten Mal vor Ort und erhält mit anderen Männern, darunter dem Kameruner Théodore Boussa und dem schweigsamen Ali, die Aufgabe, eine kleine 3-Zimmer-Wohnung zu räumen. Bei der Ankunft stellt sich heraus, dass es sich um eine Zwangsräumung handelt, an deren Ende ein indisches Ehepaar mit ihren beiden kleinen Kindern wohnungslos sein werden. Die Gruppe führt die Räumung durch.
Jean-Pierre, Théodore und Ali treten nach einem halben Tag den Heimweg an. Vor allem Théodore ist empört, dass der Gruppe nicht gesagt wurde, dass es sich um eine Zwangsräumung handelt, und auch darüber, dass sie nach einem halben Tag nach Hause geschickt wurden, was den Auftraggebern viel Geld spart, Théodore aber nur 150 Francs bringt. Er erklärt, unter diesen Umständen zukünftig lieber zuhause bleiben zu wollen. Am nächsten Tag wartet er wieder vor der Filiale der DTM-Zeitarbeit. Auch Jean-Pierre ist wieder da.

## Produktion
Alles muss raus war nach En haut et en bas aus dem Jahr 1991 der zweite Kurzfilm, bei dem Jean-Marc Moutout Regie führte. Er widmete sich dabei dem Thema der Zeitarbeit: „Ich wollte die Hierarchie der Manipulation zeigen, der sie sich unterwerfen müssen. Und sie kommen immer wieder zurück (weil sie keine Wahl haben), damit sie noch mehr schmutzige Arbeit verrichten zu dürfen.“ Die Kostüme schuf Véronique Doerr, die Filmbauten stammen von Guillemette Gilles.
Alles muss raus lief 1996 unter anderem auf dem französischen Filmfestival De Nevers à l’Aube, dem Locarno Film Festival und dem Festival européen du film court de Brest. Im Folgejahr war der Kurzfilm unter anderem auf dem Festival du Court-Métrage de Clermont-Ferrand, auf den Französischen Filmtagen Tübingen-Stuttgart und auf der Viennale zu sehen. Bei den Internationalen Filmfestspielen von Cannes 1997 lief der Film im Rahmen der Quinzaine des réalisateurs.

## Auszeichnungen
Auf dem Festival européen du film court de Brest gewann Alles muss raus den Grand prix du court métrage français und wurde auf dem Festival du Court-Métrage de Clermont-Ferrand mit dem Grand prix national ausgezeichnet. Alles muss raus wurde 1997 für einen César in der Kategorie Bester Kurzfilm nominiert. Der Film war zudem 1997 für einen British Academy Film Award in der Kategorie Bester Kurzfilm nominiert.